# John Stanton
Pour les articles homonymes, voir Stanton.
John Stanton est un acteur australien né le 28 octobre 1944 à Brisbane (Australie).

## Filmographie
- 1966 : The Sensualist
- 1967 : Bellbird (série télévisée) : Leo Hill (1972)
- 1973 : Certain Women (série télévisée) : Father Michael
- 1974 : The Box (série télévisée) : Nick Manning
- 1975 : The Great McCarthy : Player
- 1975 : Tully (TV)
- 1978 : The Geeks (TV) : Vinnie
- 1978 : Catspaw (série télévisée) : Corrigan
- 1978 : Against the Wind (en) (feuilleton TV)
- 1981 : Run Rebecca, Run! : Bob Porter
- 1982 : Kitty and the Bagman : The Bagman
- 1983 : The Dismissal (feuilleton TV) : Malcolm Fraser
- 1983 : Dusty : Railey Jordan
- 1983 : Phar Lap : Eric Connolly
- 1984 : The Naked Country : Lance Dillon
- 1986 : Great Expectations, the Untold Story (TV) : Abel Magwitch
- 1986 : Taï-Pan : Tyler Brock
- 1987 : Assistance à femme en danger (Rent-a-Cop) : Alexander
- 1988 : Strike of the Panther : William Anderson
- 1988 : Day of the Panther : William Anderson
- 1989 : Naked Under Capricorn (TV) : Edrington
- 1993 : La Saga des McGregor ("Snowy River: The McGregor Saga") (série télévisée) : Oliver Blackwood (1993)
- 1994 : Halifax f.p: Lies of the Mind (TV) : Malcolm Priest
- 1995 : Vacant Possession : Frank
- 1997 : Reprisal (TV) : McTaggart
- 1998 : The Silver Brumby (série télévisée) : The Brolga (voix)
- 2003 : Nuits de terreur (Darkness Falls) : Captain Thomas Henry
- 2003 : Mission pirates (Pirate Islands) (série télévisée) : The Ghost Of Captain Quade
- 2004 : Through My Eyes (feuilleton TV) : Roff
- 2010 Commandos de l'ombre (Beneath Hill 60): le Général
- 2020 : Miss Fisher et le Tombeau des larmes de Tony Tilse : Crippins